# Ḩoseynābād-e Ganjī
Ḩoseynābād-e Ganjī (persiska: Ḩoseynābād Ganjī, حسین آباد گنجی) är en ort i Iran.   Den ligger i provinsen Khorasan, i den nordöstra delen av landet, 500 km öster om huvudstaden Teheran. Ḩoseynābād-e Ganjī ligger 890 meter över havet och antalet invånare är 369.
Terrängen runt Ḩoseynābād-e Ganjī är platt åt nordväst, men åt sydost är den kuperad.Runt Ḩoseynābād-e Ganjī är det ganska glesbefolkat, med 29 invånare per kvadratkilometer. Närmaste större samhälle är Estīr, 14,4 km norr om Ḩoseynābād-e Ganjī. Omgivningarna runt Ḩoseynābād-e Ganjī är i huvudsak ett öppet busklandskap.